# 亨利·斯图亚特 (达恩利勋爵)
奥尔巴尼公爵亨利·斯图亚特（Henry Stuart/Stewart, Duke of Albany；1546年12月7日—1567年2月10日）是一位英格兰贵族，1565年与玛丽一世结婚后成为王夫（king consort），但婚后关系恶化，1567年死於針對他的达恩利谋杀。他到1565年为止也拥有达恩利勋爵（Lord Darnley）的头衔，现代许多研究文献均称他为达恩利勋爵。
他是第四代伦诺克斯伯爵马修·斯图亚特和玛格丽特·道格拉斯的儿子，是伦诺克斯伯爵头衔的推定继承人。他的外祖父是第六代安格斯伯爵阿奇博爾德·道格拉斯，外祖母是英格兰国王亨利七世的女儿、苏格兰国王詹姆斯四世遗孀玛格丽特·都铎。因此同时具有继承英格兰和苏格兰王位的条件。

## 早年

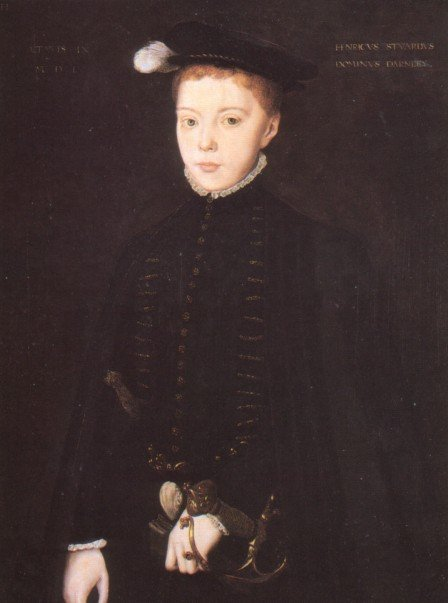
1555年的达恩利勋爵

1545年，亨利·斯图亚特出生于英格兰约克郡利兹紐塞姆莊園。但其生日实际未必确切。1566年3月表姐玛丽一世写给他的信中说他当时已经十九岁，因此他也有可能是1546年出生的。其父第四代伦诺克斯伯爵马修·斯图亚特其实是苏格兰贵族。但他出生那年其父因在粗暴求婚一役中反对玛丽·德·吉斯而被判叛国罪，他们家在苏格兰的地产被没收，其父也被流放英格兰。
虽然如此，因为他的外祖母玛格丽特·都铎是英格兰国王亨利七世的女儿、苏格兰国王詹姆斯四世遗孀，他仍然同时具有继承英格兰和苏格兰王位的条件。他家从小也有意识地将他往这方面培养。他小时候就学过苏格兰盖尔语。他的老师、苏格兰出身的约翰·埃尔德（John Elder）就是英苏联盟的倡导者。此外，自幼接受贵族教育的他还精于歌唱、跳舞、马术、弹鲁特琴，爱好狩猎和养鹰。

## 與表姐瑪麗結婚

達恩利婚前所用的徽章

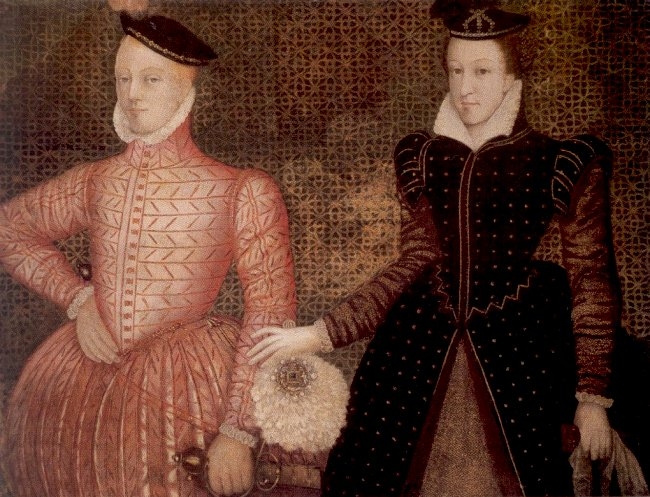
達恩利和瑪麗，繪于1565左右，現藏於哈德威克廳

1565年2月3日，達恩利離開倫敦，當月12日抵達愛丁堡，17日在法夫的威姆斯城堡面見瑪麗。詹姆斯·梅爾維爾爵士（James Melville of Halhill）說：“女王待他很好，說他是她見過的最精力充沛、身材最好的人”。到邓凯尔德與其父短暫會晤之後，2月24日達恩利攜瑪麗返回荷里路德宮。次日聽約翰·諾克斯佈道，晚上和瑪麗跳了會雙人舞。此後一直陪同在瑪麗身邊。
在婚禮籌備階段，達恩利在1565年5月15日獲封阿德門諾克勛爵（Lord of Ardmanoch）、羅斯伯爵。英格蘭樞密院在6月4日就瑪麗和達恩利的婚姻進行了激烈的爭辯。伊麗莎白一世對瑪麗的使臣約翰·海（John Hay）提出要瑪麗把達恩利送回英格蘭。
7月22日達恩利在荷里路德修道院獲封奧爾巴尼公爵，28日愛丁堡的集市十字架上貼出佈告，稱蘇格蘭很快就要擁有一位國王了。29日婚禮正式在荷里路德的小教堂舉行，但信仰天主教的達恩利（蘇格蘭宗教改革後蘇格蘭國教變成了蘇格蘭長老會）拒絕參加婚禮彌撒。

## 婚後
結婚之後瑪麗發現達恩利過於自大、難以依靠。加上達恩利喜好酗酒鬧事，瑪麗拒絕將他提升為并肩王（Crown Matrimonial），因此他沒能得到預想中的王位繼承權。1566年3月9日瑪麗的私人秘書大衛·里奇奧被達恩利夥同其他蘇格蘭貴族刺殺，已經懷胎七個月的瑪麗在荷里路德宮的餐廳裡目睹了這一切。根據當時的外交家托馬斯·蘭道夫和貝德福德伯爵弗朗西斯·羅素所說，這是達恩利為了逼迫瑪麗封他為並肩王而想出的計策。3月20日達恩利公開否認自己的罪行，但瑪麗已經再也不信任他了。1566年6月19日兩人的兒子詹姆斯，即後來的詹姆士六世及一世出生。

## 死亡
1567年2月初，待在格拉斯哥的達恩利被瑪麗召回，住在愛丁堡柯克場，9日，達恩利的遺體被人發現於柯克場。死前一周他的天花（一說實際上是梅毒）剛剛有所好轉，死時臉上還有病毒留下的疤痕。
當時有謠言稱策劃謀殺的就是瑪麗本人。就詹姆斯·道格拉斯伯爵（里奇奧謀殺案參與者）發現的银匣信件來看，瑪麗本人也的確是支持這場謀殺的。此外這些信件中還包含有瑪麗和博思韋爾伯爵的結婚證書。後來莫頓伯爵聲稱謀殺的主使就是博斯韋爾和他的隨從阿奇博爾德·道格拉斯（Archibald Douglas）牧师。
死後達恩利在荷里路德修道院下葬，1688年一夥暴徒襲擊了修道院，達恩利的遺體未遭破壞。但在1776年至1778年間，修道院再次遭到洗劫，達恩利的遺骨就此失蹤。1898年11月，愛丁堡大學買下了一個據稱是達恩利頭骨的骷髏。但2016年鄧迪大學的研究顯示這個頭骨並不屬於達恩利。

## 头衔
- 1545年12月7日-1565年5月15日: 达恩利勋爵
- 1565年5月15日-1565年7月20日: 羅斯伯爵、阿德曼諾克勳爵
- 1565年7月20日-1565年7月28日: 奥尔巴尼公爵
- 1565年7月28日-1567年2月10日: 苏格兰配國王 His Grace King Consort of Scotland

## 扩展阅读
- Darnley: A Life of Henry Stuart, Lord Darnley, Consort of Mary Queen of Scots by Caroline Bingham
- Mary, Queen of Scots and the Murder of Lord Darnley by Alison Weir
- Macauley, Sarah. . Northern History. 2004-09, 41 (2): 267–287. ISSN 0078-172X. doi:10.1179/nhi.2004.41.2.267 （英语）.

| 苏格兰王族                             | 苏格兰王族                        | 苏格兰王族                           |
| -------------------------------------- | --------------------------------- | ------------------------------------ |
| 空缺上一位持有相同頭銜者：弗朗索瓦二世 | 苏格兰君主配偶 1565–1567          | 空缺下一位持有相同頭銜者：丹麦的安妮 |
| 蘇格蘭貴族爵位                         |                                   |                                      |
| 新建立                                 | 奧爾巴尼公爵 第四次建立 1565–1567 | 繼任者： 詹姆士六世及一世            |